# Вожема (озеро)
Вожема — пресноводное озеро на территории Чёбинского сельского поселения Медвежьегорского района Республики Карелии.

## Общие сведения
Площадь озера — 2,3 км². Располагается на высоте 115,2 метров над уровнем моря.
Форма озера лопастная, продолговатая: оно более чем на четыре километра вытянуто с северо-запада на юго-восток. Берега изрезанные, каменисто-песчаные, возвышенные, местами заболоченные.
Из южной оконечности озера вытекает безымянная протока, соединяющая Вожему с Остерозером, из которого берёт начало река Остёр, приток Кумсы, впадающей в Онежское озеро.
В озере расположено не менее шести небольших безымянных островов, рассредоточенных по всей площади водоёма.
К югу от озера проходит лесная дорога.
Населённые пункты вблизи водоёма отсутствуют.
Код объекта в государственном водном реестре — 01040100611102000018787.